# Мак-Тимошенко Лідія Степанівна
Лідія Степанівна Мак-Тимошенко (1915—2002) — українська поетеса (літературне псевдо Лариса Мурович), діячка Пласту, ОУН. Членка Об'єднання українських письменників «Слово».

## Ранні роки
Народилась 1 серпня 1915 року в Чернівцях на Буковині в родині професора класичних мов і філософії Степана Мака та народної вчительки Віри Ісопенко. Лідія виховувалась на родинних легендах, на героїчних прикладах далеких Предків, які боролися за Волю України. Вона пишалась своїм козацьким прапрадідом, який воював у лавах гетьмана Івана Мазепи проти московського царя Петра Першого. Після Полтавської битви 1709 р. він разом з іншими козаками був змушений залишити Центральну Україну і переселитися на Буковину.
Значний вплив на виховання майбутньої поетеси справила хатня робітниця її бабусі Василина — гуцулка, яка знала безліч народних переказів, легенд, пісень та казок. Пізніше вони стали основою багатьох поетичних творів Лариси Мурович.

## Громадська робота в Україні
Лідія відвідувала українську гімназію в Чернівцях, доки та не була закрита румунськими властями. Деякий час дівчина навчалася в румунському православному ліцеї, але відчула вороже ставлення до українців з боку керівництва. Тому, залишивши Чернівці, майбутня поетеса продовжила навчання в Станиславові (нині м. Івано-Франківськ).
Уже тоді Лідія Мак бере активну участь у Пласті, згодом стає членкинею ОУН, де вона була організаторкою дівочих гуртків.
Після закінчення української гімназії друкує свої перші поетичні твори. Та війна понівечила долю, закинула далеко від рідної землі. Лідія (Лариса) втратила зв'язок зі своїм чоловіком, а згодом з маленьким сином Юрієм переселилася до Канади.

## На чужині
У 1955 р. вона одружилася з інженером-агрономом Володимиром Тимошенком і разом з чоловіком була фундаторкою багатьох українських організацій, продовжувала активну громадську діяльність у Союзі Українок Канади, працювала вчителькою української літератури на курсах українознавства. 
Лариса Мурович була добре знайома з сенатором Канади Павлом Юзиком (українцем за походженням), співпрацювала з ним і була культурно-освітньою референткою української громади. Була фундаторкою Інституту імені Володимира Шаяна, який працює в руслі відновлення рідної віри українців.

## Творчий доробок
Поетична творчість Лариси Мурович зібрана в кількох книгах:
- «Піонери Святої Землі» (1969),
- «Євшан» (1970),
- «Жар-Птаха» (1971),
- «Дерево Рідного Роду» (1984).

Громадськість Канади в 2000 р. відзначила 85-літній ювілей поетеси, видавши збірку її поезій. Лариса Мурович говорила:

| Уже з молодих років я працювала для української справи словом і пером. Найщасливішим днем мого життя був день проголошення Самостійної України 24 серпня 1991 року і надзвичайно успішний референдум 1 грудня цього ж року. Моя життєва мрія здійснилася! |
Окремі публікації:
- Мурович Лариса. Вірші // Хрестоматія з української літератури в Канаді. – Едмонтон, 2000. –С. 93-97.
- Мурович Л. Дерево рідного роду [Архівовано 26 березня 2018 у Wayback Machine.]. Поезії. – Торонто: Світання, 1984. – 208 с.
- Мурович Л. Євшан: Поезії та поеми [Архівовано 26 березня 2018 у Wayback Machine.]. Торонто: Світання, 1971. – 64 с.
- Мурович Л. Жар-Птаха: Вибрані поезії [Архівовано 26 березня 2018 у Wayback Machine.]. Торонто: Світання, 1971. – 47 с.
- Мурович Лариса. Піонери Святої Землі [Архівовано 26 березня 2018 у Wayback Machine.]. – Торонто: Світання, 1969. – 64 с.
- Мурович Лариса. По святій Землі: Враження з подорожі й опис святих місць. – Мюнхен, 1959. – 114 с.